# Bussac (Dordogne)
Pour les articles homonymes, voir Bussac.
Bussac est une commune française située dans le département de la Dordogne, en région Nouvelle-Aquitaine.

## Géographie

### Généralités

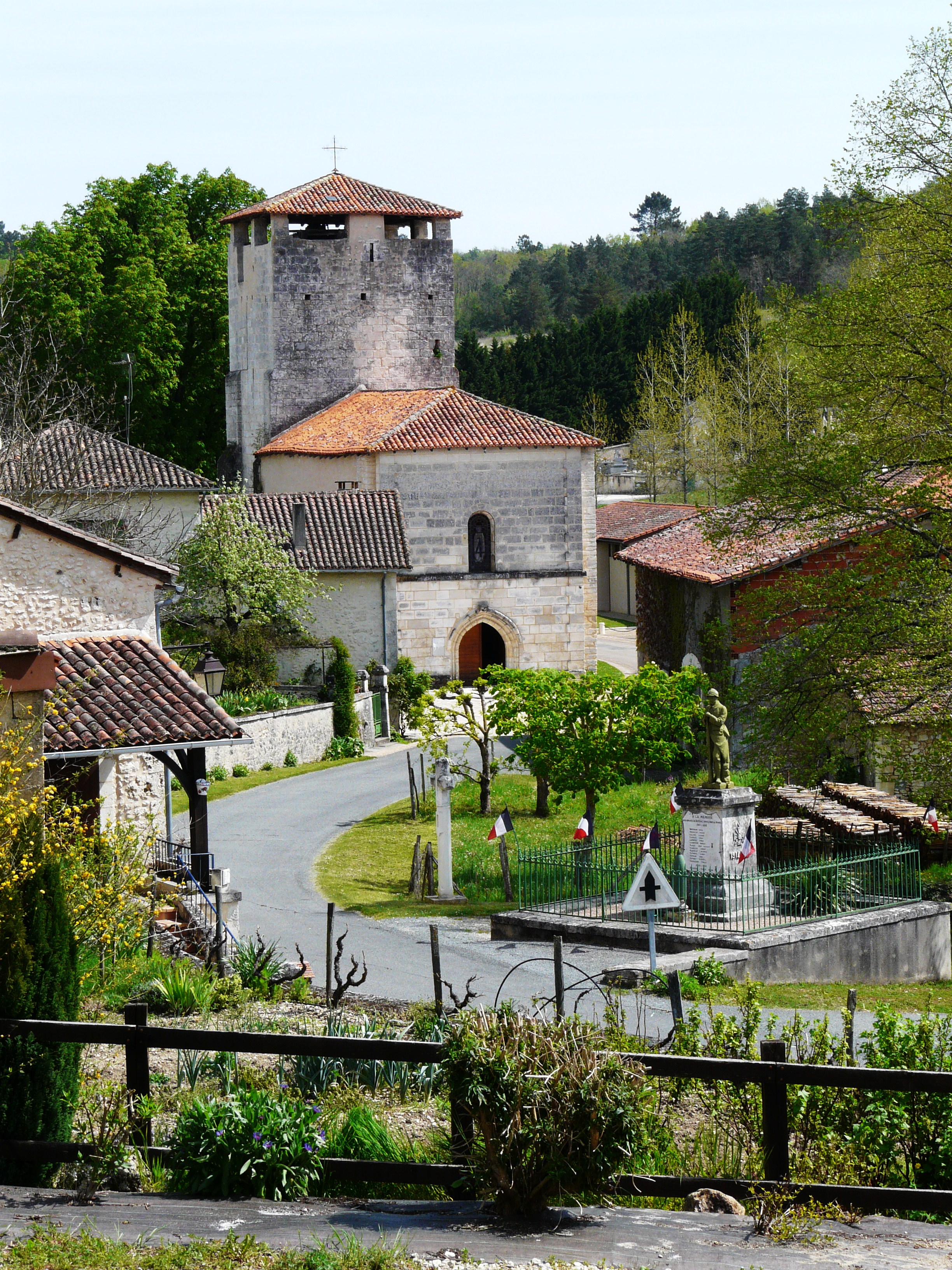
Le bourg de Bussac.

Dans le quart nord-ouest du département de la Dordogne, en Périgord central, la commune de Bussac est incluse dans l'aire d'attraction de Périgueux.
À 600 mètres au nord-est de la route départementale (RD) 2, le petit bourg de Bussac est situé, en distances orthodromiques, cinq kilomètres à l'est de Lisle et neuf kilomètres au nord-ouest de Chancelade.
Le territoire communal est également desservi par les RD 106E1 et 109.
En provenance de la commune de Biras au nord-est, un tronçon commun aux GR 36 et GR 361 traverse le territoire communal sur cinq kilomètres, passant dans le bourg de Bussac et continuant vers le sud-est et la commune de La Chapelle-Gonaguet.

### Communes limitrophes
Bussac est limitrophe de six autres communes, dont Château-l'Évêque au sud-est sur environ 75 mètres et Mensignac au sud-ouest sur environ 600 mètres.
|           | Bourdeilles          |                  |
| Lisle     | Bussac               | Biras            |
| Mensignac | La Chapelle-Gonaguet | Château-l'Évêque |

### Géologie et relief

#### Géologie
Situé sur la plaque nord du Bassin aquitain et bordé à son extrémité nord-est par une frange du Massif central, le département de la Dordogne présente une grande diversité géologique. Les terrains sont disposés en profondeur en strates régulières, témoins d'une sédimentation sur cette ancienne plate-forme marine. Le département peut ainsi être découpé sur le plan géologique en quatre gradins différenciés selon leur âge géologique. Bussac est située dans le troisième gradin à partir du nord-est, un plateau formé de calcaires hétérogènes du Crétacé.
Les couches affleurantes sur le territoire communal sont constituées de formations superficielles du Quaternaire datant du Cénozoïque et de roches sédimentaires du Mésozoïque. La formation la plus ancienne, notée c2c, date du Turonien moyen à supérieur, composée de calcaires cryptocristallins, calcaires gréseux à rudistes et marnes à huîtres et à rhynchonelles. La formation la plus récente, notée CFvs, fait partie des formations superficielles de type colluvions carbonatées de vallons secs : sable limoneux à débris calcaires et argile sableuse à débris. Le descriptif de ces couches est détaillé dans la feuille « no 758 - Périgueux (ouest) » de la carte géologique au 1/50 000 de la France métropolitaine, et sa notice associée.

Carte géologique de Bussac.

#### Relief et paysages
Le département de la Dordogne se présente comme un vaste plateau incliné du nord-est (478 m, à la forêt de Vieillecour dans le Nontronnais) au sud-ouest (2 m à Lamothe-Montravel). L'altitude du territoire communal varie quant à elle entre 101 m à l'extrême nord-ouest, à l'ouest du lieu-dit les Combes, là où la Donzelle quitte la commune et sert de limite entre celles de Bourdeilles et Lisle, et 218 m au sud-ouest, au nord du lieu-dit Croix Rouge,.
Dans le cadre de la Convention européenne du paysage entrée en vigueur en France le 1er juillet 2006, renforcée par la loi du 8 août 2016 pour la reconquête de la biodiversité, de la nature et des paysages, un atlas des paysages de la Dordogne a été élaboré sous maîtrise d’ouvrage de l’État et publié en octobre 2020. Les paysages du département s'organisent en huit unités paysagères et 14 sous-unités. La commune fait partie du Périgord central, un paysage vallonné, aux horizons limités par de nombreux bois, plus ou moins denses, parsemés de prairies et de petits champs.
La superficie cadastrale de la commune publiée par l'Insee, qui sert de référence dans toutes les statistiques, est de 16,84 km2,. La superficie géographique, issue de la BD Topo, composante du Référentiel à grande échelle produit par l'IGN, est quant à elle de 17,42 km2.

### Hydrographie

#### Réseau hydrographique
La commune est située dans le bassin de la Dordogne au sein du Bassin Adour-Garonne. Elle est drainée par la Donzelle et la Valade et par divers petits cours d'eau, qui constituent un réseau hydrographique de 16 km de longueur totale,.
La Donzelle, d'une longueur totale de 10,29 km, prend sa source dans la commune de La Chapelle-Gonaguet et se jette dans la Dronne en rive gauche à Lisle. Elle traverse la commune du sud au nord-ouest sur cinq kilomètres et demi dont 900 mètres en limite de Lisle.
Son affluent de rive droite la Valade borde brièvement le territoire communal au nord sur 500 mètres.

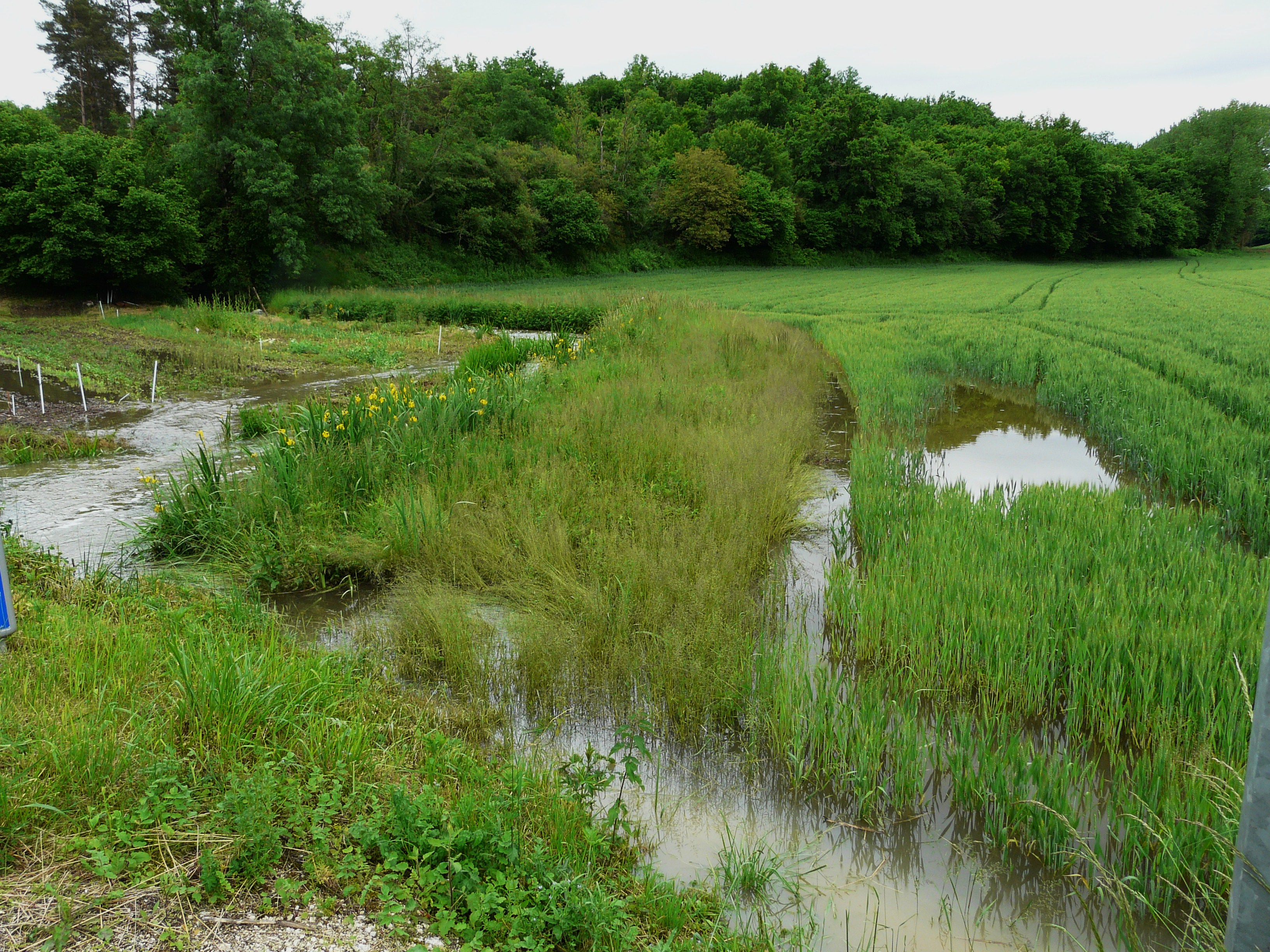
La Donzelle au Pontey.
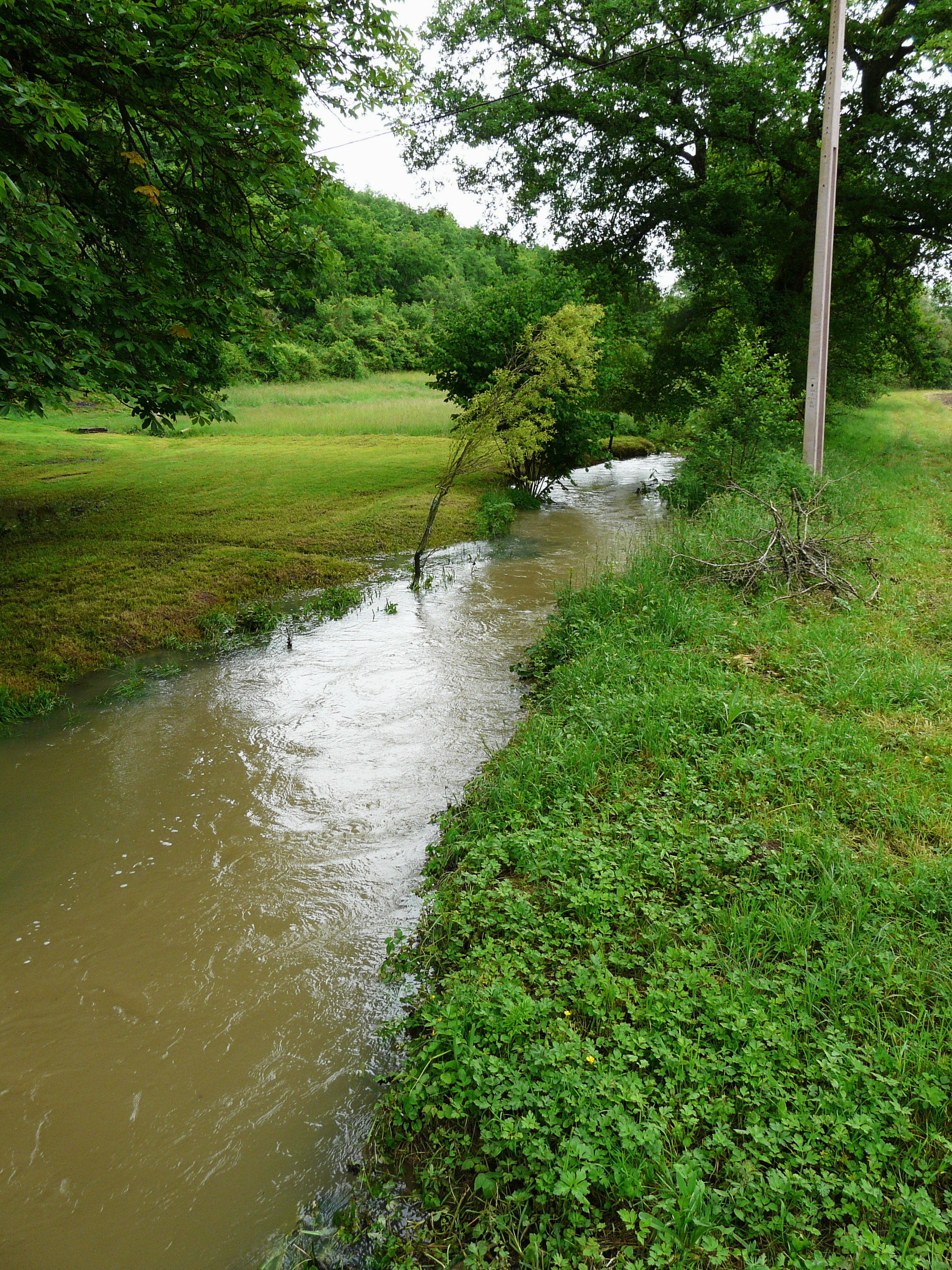
La Donzelle au moulin de Saute Mouton.
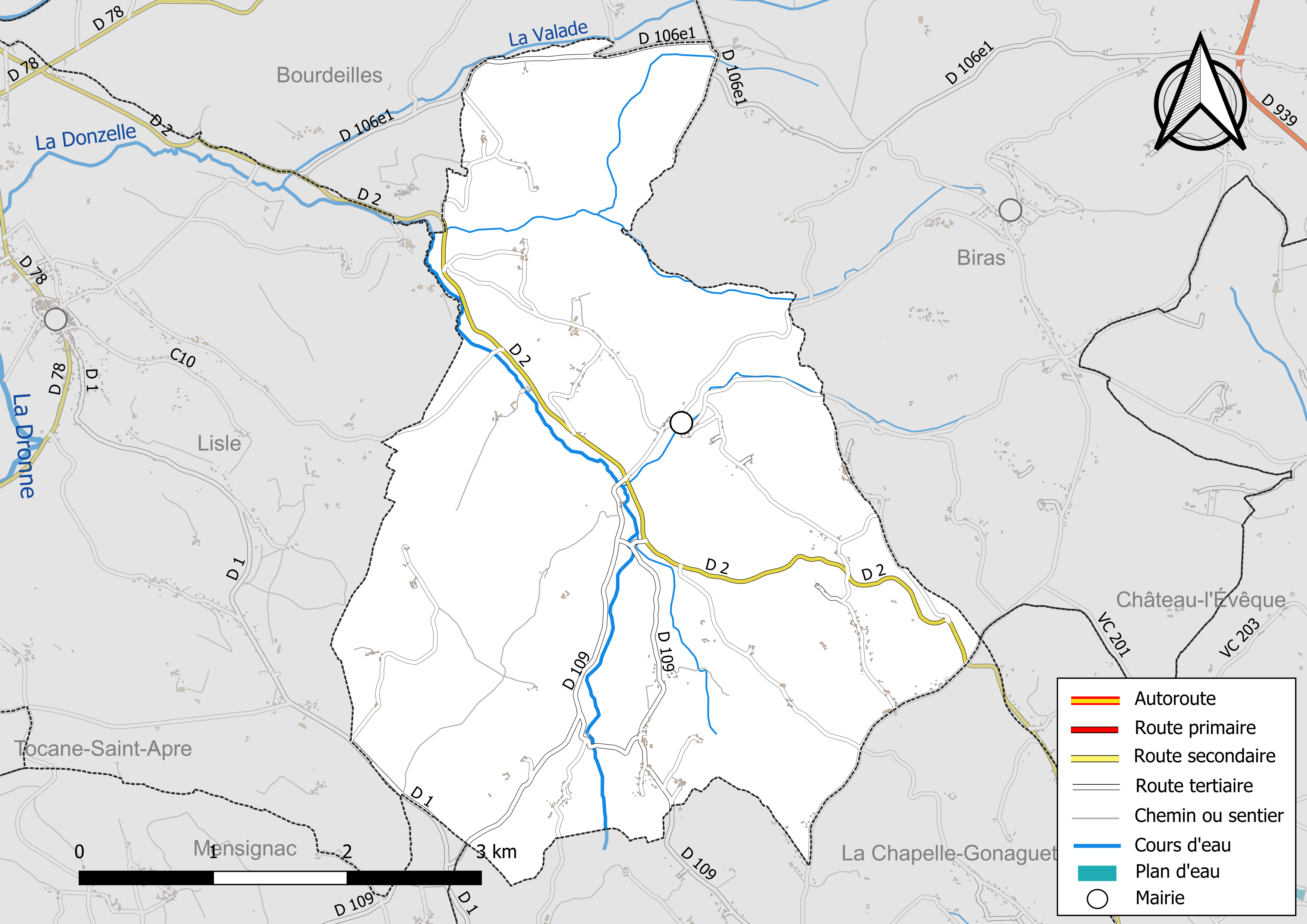
Réseaux hydrographique et routier de Bussac.

#### Gestion et qualité des eaux
Le territoire communal est couvert par le schéma d'aménagement et de gestion des eaux (SAGE) « Isle - Dronne ». Ce document de planification, dont le territoire regroupe les bassins versants de l'Isle et de la Dronne, d'une superficie de 7 500 km2, a été approuvé le 2 août 2021. La structure porteuse de l'élaboration et de la mise en œuvre est l'établissement public territorial de bassin de la Dordogne (EPIDOR). Il définit sur son territoire les objectifs généraux d’utilisation, de mise en valeur et de protection quantitative et qualitative des ressources en eau superficielle et souterraine, en respect des objectifs de qualité définis dans le troisième SDAGE du Bassin Adour-Garonne qui couvre la période 2022-2027, approuvé le 10 mars 2022.
La qualité des eaux de baignade et des cours d’eau peut être consultée sur un site dédié géré par les agences de l’eau et l’Agence française pour la biodiversité.

### Climat
Pour des articles plus généraux, voir Climat de la Nouvelle-Aquitaine et Climat de la Dordogne.
Historiquement, la commune est exposée à un climat océanique aquitain.  
En 2020, Météo-France publie une typologie des climats de la France métropolitaine dans laquelle la commune est exposée à un climat océanique altéré et est dans la région climatique  Aquitaine, Gascogne, caractérisée par une pluviométrie abondante au printemps, modérée en automne, un faible ensoleillement au printemps, un été chaud (19,5 °C), des vents faibles, des brouillards fréquents en automne et en hiver et des orages fréquents en été (15 à 20 jours).
Pour la période 1971-2000, la température annuelle moyenne est de 12,3 °C, avec  une amplitude thermique annuelle de 14,9 °C. Le cumul annuel moyen de précipitations est de 943 mm, avec 12,8 jours de précipitations en janvier et 7 jours en juillet. Pour la période 1991-2020, la température moyenne annuelle observée sur la station météorologique la plus proche, située sur la commune de Saint-Martin-de-Fressengeas à 9 km à vol d'oiseau, est de 12,4 °C et le cumul annuel moyen de précipitations est de 1 050,4 mm,. Pour l'avenir, les paramètres climatiques de la commune estimés pour 2050 selon différents scénarios d’émission de gaz à effet de serre sont consultables sur un site dédié publié par Météo-France en novembre 2022.

## Urbanisme

### Typologie
Au 1er janvier 2024, Bussac est catégorisée commune rurale à habitat très dispersé, selon la nouvelle grille communale de densité à 7 niveaux définie par l'Insee en 2022.
Elle est située hors unité urbaine. Par ailleurs la commune fait partie de l'aire d'attraction de Périgueux, dont elle est une commune de la couronne,. Cette aire, qui regroupe 49 communes, est catégorisée dans les aires de 50 000 à moins de 200 000 habitants,.

### Occupation des sols
En 2006, au niveau communal, les sols se répartissaient de la façon suivante : 60,5 % de forêts ou de milieux semi-naturels et 39,5 % de territoires agricoles.

### Villages, hameaux et lieux-dits
Outre le bourg de Bussac proprement dit, le territoire se compose d'autres villages ou hameaux, ainsi que de lieux-dits :
- Bas Tamisier
- Bataillerie
- Bidaud
- Bois de l'Échelle
- Borderage
- les Brandes
- la Brugère
- Chante-Grenouille
- Combe Noire
- les Combes
- Crébantiéras
- Croix Rouge
- l'Éden Vert
- l'Épalourdie
- la Forêt
- la Genevrière
- les Grands Retours
- Haut Tamisier
- les Jalajoux
- la Jubérie
- Lafarge
- la Lande
- Lavaud
- le Mas
- Mironcellas
- le Moulin de l'Échelle
- le Moulin du Pontey
- le Petit Valeuil
- le Picot
- Picot Haut
- la Plansonnie
- Prigonde
- Puychâteau
- Puyjean
- Riviers
- la Rousselie Basse
- la Rousselie Haute
- Saute-Mouton
- la Serve
- le Tuiller
- le Valgizoux
- Valpaput
- Villat.

### Prévention des risques
Le territoire de la commune de Bussac est vulnérable à différents aléas naturels : météorologiques (tempête, orage, neige, grand froid, canicule ou sécheresse), feux de forêts, mouvements de terrains et séisme (sismicité très faible). Un site publié par le BRGM permet d'évaluer simplement et rapidement les risques d'un bien localisé soit par son adresse soit par le numéro de sa parcelle.
Bussac est exposée au risque de feu de forêt. L’arrêté préfectoral du 14 mars 2013 fixe les conditions de pratique des incinérations et de brûlage dans un objectif de réduire le risque de départs d’incendie. À ce titre, des périodes sont déterminées : interdiction totale du 15 février au 15 mai et du 15 juin au 15 octobre, utilisation réglementée du 16 mai au 14 juin et du 16 octobre au 14 février. En septembre 2020, un plan inter-départemental de protection des forêts contre les incendies (PidPFCI) a été adopté pour la période 2019-2029,.

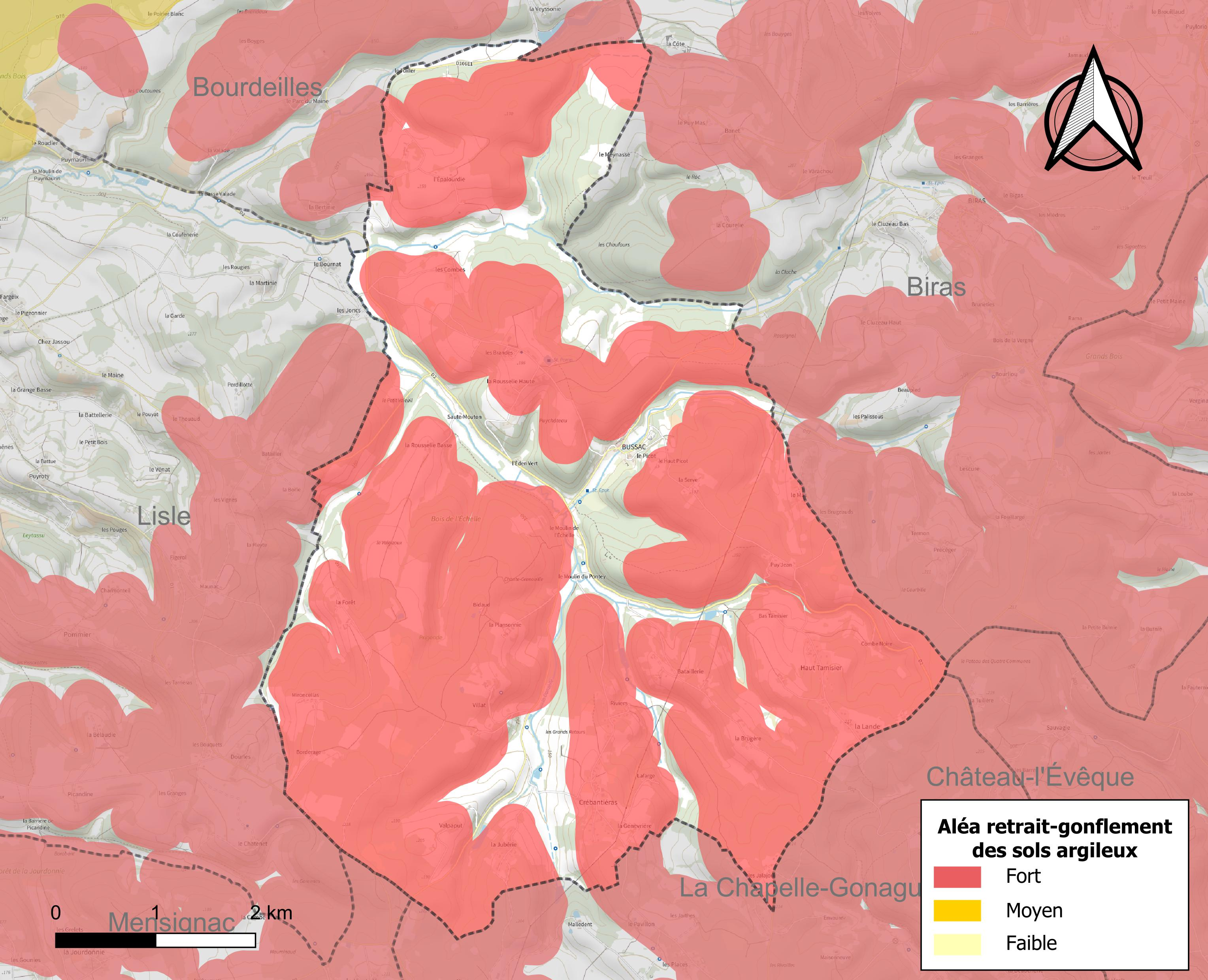
Carte des zones d'aléa retrait-gonflement des sols argileux de Bussac.

Les mouvements de terrains susceptibles de se produire sur la commune sont des tassements différentiels. Le retrait-gonflement des sols argileux est susceptible d'engendrer des dommages importants aux bâtiments en cas d’alternance de périodes de sécheresse et de pluie. 78,4 % de la superficie communale est en aléa moyen ou fort (58,6 % au niveau départemental et 48,5 % au niveau national métropolitain). Depuis le 1er octobre 2020, en application de la loi ÉLAN, différentes contraintes s'imposent aux vendeurs, maîtres d'ouvrages ou constructeurs de biens situés dans une zone classée en aléa moyen ou fort,.
La commune a été reconnue en état de catastrophe naturelle au titre des dommages causés par les inondations et coulées de boue survenues en 1982, 1983, 1988, 1999 et 2018, par la sécheresse en 1989, 1992, 1995, 2003, 2009 et 2011 et par des mouvements de terrain en 1999.

## Toponymie
La première mention écrite connue du lieu est inscrite dans un pouillé du XIIIe siècle sous la forme Bussas. Au siècle suivant, la forme latine Bussacum est relevée.
Le nom de Bussac vient d'un nom de personnage gallo-roman ou latin Buccius suivi du suffixe -acum, indiquant le « domaine de Buccius »,.
En occitan, la commune porte le nom de Buçac.

## Histoire
Des traces d'occupation gallo-romaine ont été découvertes sur le territoire communal.
L'église de Bussac a été bâtie au XIIe siècle et fortifiée au XIVe siècle. Au Moyen Âge, Bussac était une paroisse dépendant de la châtellenie de Bourdeilles.

## Politique et administration

### Rattachements administratifs et électoraux
La commune de Bussac a été rattachée, dès 1790, au canton de Lisle qui dépendait du district de Perigueux. Les districts sont supprimés en 1795 et le canton de Lisle en 1801. La commune est alors rattachée au canton de Brantôme dépendant de l'arrondissement de Périgueux.
En 2017, Bussac est rattachée à l'arrondissement de Nontron, et en 2020 le canton de Brantôme est renommé canton de Brantôme en Périgord.

### Intercommunalité
Le 18 décembre 2001, la commune adhère à la communauté de communes du Brantômois. Celle-ci disparait le 31 décembre 2013, remplacée au 1er janvier 2014 par une nouvelle intercommunalité élargie : la communauté de communes Dronne et Belle.

### Administration municipale
La population de la commune étant comprise entre 100 et 499 habitants au recensement de 2017, onze conseillers municipaux ont été élus en 2020,.

### Liste des maires

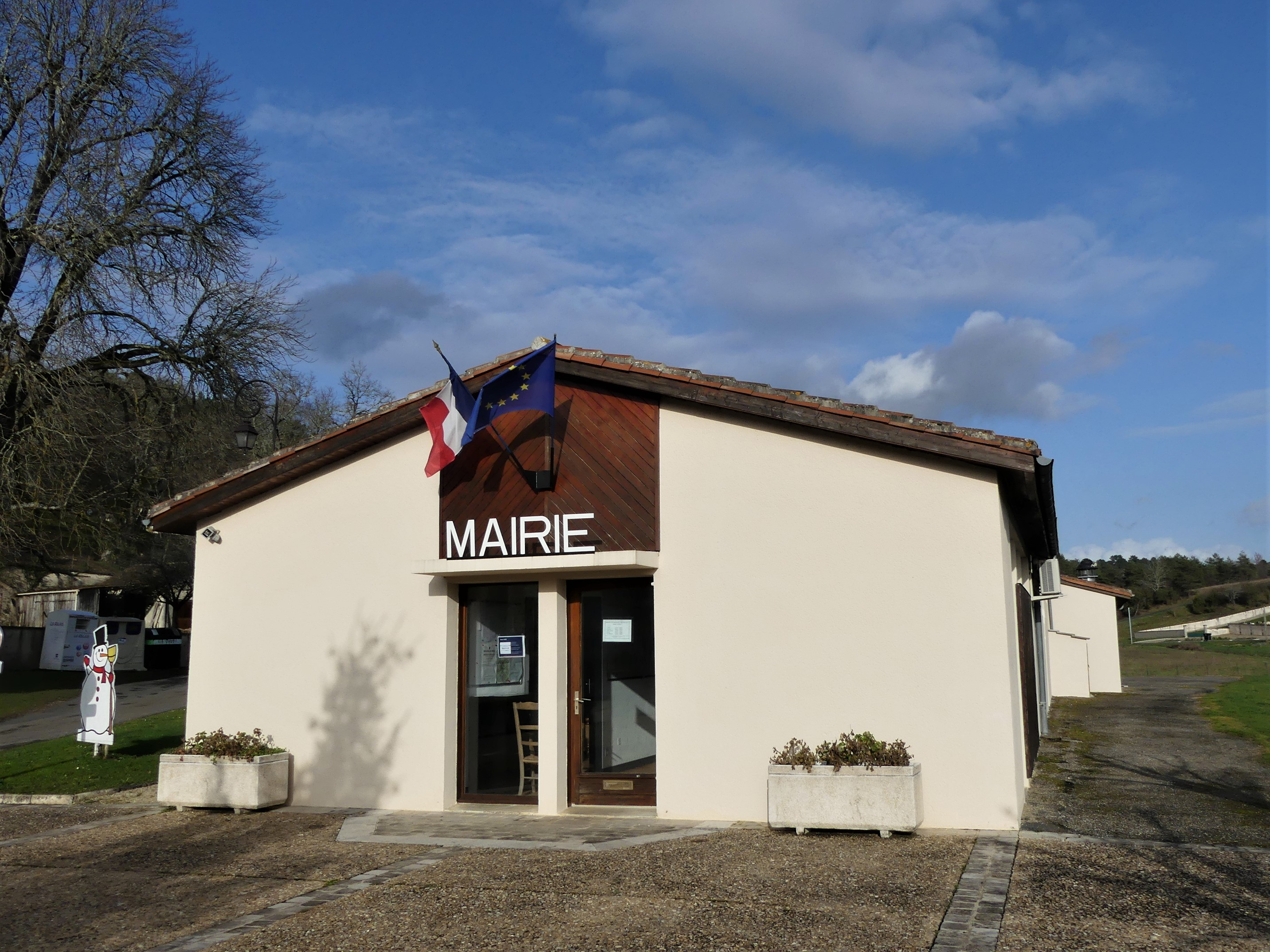
La mairie en 2020.

| Période                                  | Période          | Identité                     | Étiquette | Qualité                            |
| ---------------------------------------- | ---------------- | ---------------------------- | --------- | ---------------------------------- |
| Les données manquantes sont à compléter. |                  |                              |           |                                    |
|                                          |                  |                              |           |                                    |
|                                          |                  | Pierre Auguste Robert        |           |                                    |
|                                          | mai 1884         | Alfred Marty                 |           |                                    |
| mai 1884                                 | [ Note 5 ]       | Théodore Delord              |           | Propriétaire                       |
|                                          |                  | [ Note 5 ]                   |           |                                    |
| [ Note 5 ]                               | mai 1908         | Théodore Delord              |           | Propriétaire                       |
| mai 1908                                 | ? (1911 ou 1912) | Alfred Marty                 |           |                                    |
| mai 1912                                 | octobre 1923     | Lionel (ou Léonard) Denardou |           |                                    |
| novembre 1923                            | décembre 1923    | Georges Ricard               |           | Adjoint faisant fonctions de maire |
| décembre 1923                            | mai 1925         | Julien Riboulet              |           |                                    |
| mai 1925                                 | 1941             | Louis Estiveaux              |           | Propriétaire agriculteur           |
| 1941                                     | mai 1945         | Jean Riboulet                |           |                                    |
| mai 1945                                 | mai 1953         | Louis Estiveaux              |           | Propriétaire agriculteur           |
| mai 1953                                 | mars 1971        | Élie Mazeau                  |           |                                    |
| mars 1971                                | mars 1989        | René Martin                  |           |                                    |
| mars 1989                                | mars 2014        | Guy Brethonnet               | SE        | Retraité agricole                  |
| mars 2014                                | mai 2020         | Henri Faissole               |           |                                    |
| mai 2020                                 | En cours         | Bernard Merle                |           | Enseignant retraité                |

## Équipements et services publics

### Justice
Dans le domaine judiciaire, Bussac relève : 
- du tribunal judiciaire, du tribunal pour enfants, du conseil de prud'hommes et du tribunal de commerce de Périgueux ;
- du pôle Nationalité du tribunal judiciaire de Périgueux (compétent uniquement dans le domaine de la nationalité) ;
- de la cour d'appel, du tribunal administratif et de la  cour administrative d'appel de Bordeaux.

## Population et société

### Démographie
Les habitants de Bussac se nomment les Bussacois.
L'évolution du nombre d'habitants est connue à travers les recensements de la population effectués dans la commune depuis 1793. Pour les communes de moins de 10 000 habitants, une enquête de recensement portant sur toute la population est réalisée tous les cinq ans, les populations de référence des années intermédiaires étant quant à elles estimées par interpolation ou extrapolation. Pour la commune, le premier recensement exhaustif entrant dans le cadre du nouveau dispositif a été réalisé en 2007.

En 2022, la commune comptait 385 habitants, en évolution de −1,53 % par rapport à 2016 (Dordogne : +0,37 %, France hors Mayotte : +2,11 %).
| 1793 | 1800 | 1806 | 1821 | 1831 | 1836 | 1841 | 1846 | 1851 |
| ---- | ---- | ---- | ---- | ---- | ---- | ---- | ---- | ---- |
| 698  | 637  | 663  | 715  | 734  | 708  | 647  | 618  | 601  |

| 1856 | 1861 | 1866 | 1872 | 1876 | 1881 | 1886 | 1891 | 1896 |
| ---- | ---- | ---- | ---- | ---- | ---- | ---- | ---- | ---- |
| 619  | 624  | 620  | 556  | 545  | 569  | 506  | 505  | 437  |

| 1901 | 1906 | 1911 | 1921 | 1926 | 1931 | 1936 | 1946 | 1954 |
| ---- | ---- | ---- | ---- | ---- | ---- | ---- | ---- | ---- |
| 419  | 412  | 399  | 316  | 312  | 326  | 308  | 311  | 287  |

| 1962 | 1968 | 1975 | 1982 | 1990 | 1999 | 2006 | 2007 | 2012 |
| ---- | ---- | ---- | ---- | ---- | ---- | ---- | ---- | ---- |
| 282  | 210  | 197  | 200  | 267  | 322  | 354  | 358  | 366  |

| 2017 | 2022 | - | - | - | - | - | - | - |
| ---- | ---- | - | - | - | - | - | - | - |
| 397  | 385  | - | - | - | - | - | - | - |

## Économie

### Emploi
En 2016, parmi la population communale comprise entre 15 et 64 ans, les actifs représentent 188 personnes, soit 48,1 % de la population municipale. Le nombre de chômeurs (vingt-trois) a augmenté par rapport à 2011 (quinze) et le taux de chômage de cette population active s'établit à 12,0 %.

### Établissements
Au 31 décembre 2015, la commune compte trente-quatre établissements, dont dix-sept au niveau des commerces, transports ou services, cinq dans l'agriculture, la sylviculture ou la pêche, cinq dans la construction, quatre relatifs au secteur administratif, à l'enseignement, à la santé ou à l'action sociale, et trois dans l'industrie.

## Culture locale et patrimoine

### Lieux et monuments
- L'église Saint-Pierre-et-Saint-Paul, romane fortifiée, inscrite au titre des monuments historiques depuis 1974, datant des XIIe et XIVe siècles[43], a été mise en valeur à la suite d'une réfection totale du bourg, dans les années 1990.
- Le repaire de Valpaput dont le logis principal est une chartreuse[60].
- Le pigeonnier de la Rousselie Basse.
- Le monument aux morts, surmonté de la statue du Poilu au repos, réalisée par Étienne Camus.
- Bussac possédait une école aujourd'hui rachetée dans laquelle un habitant du village a créé un réseau ferroviaire miniature.

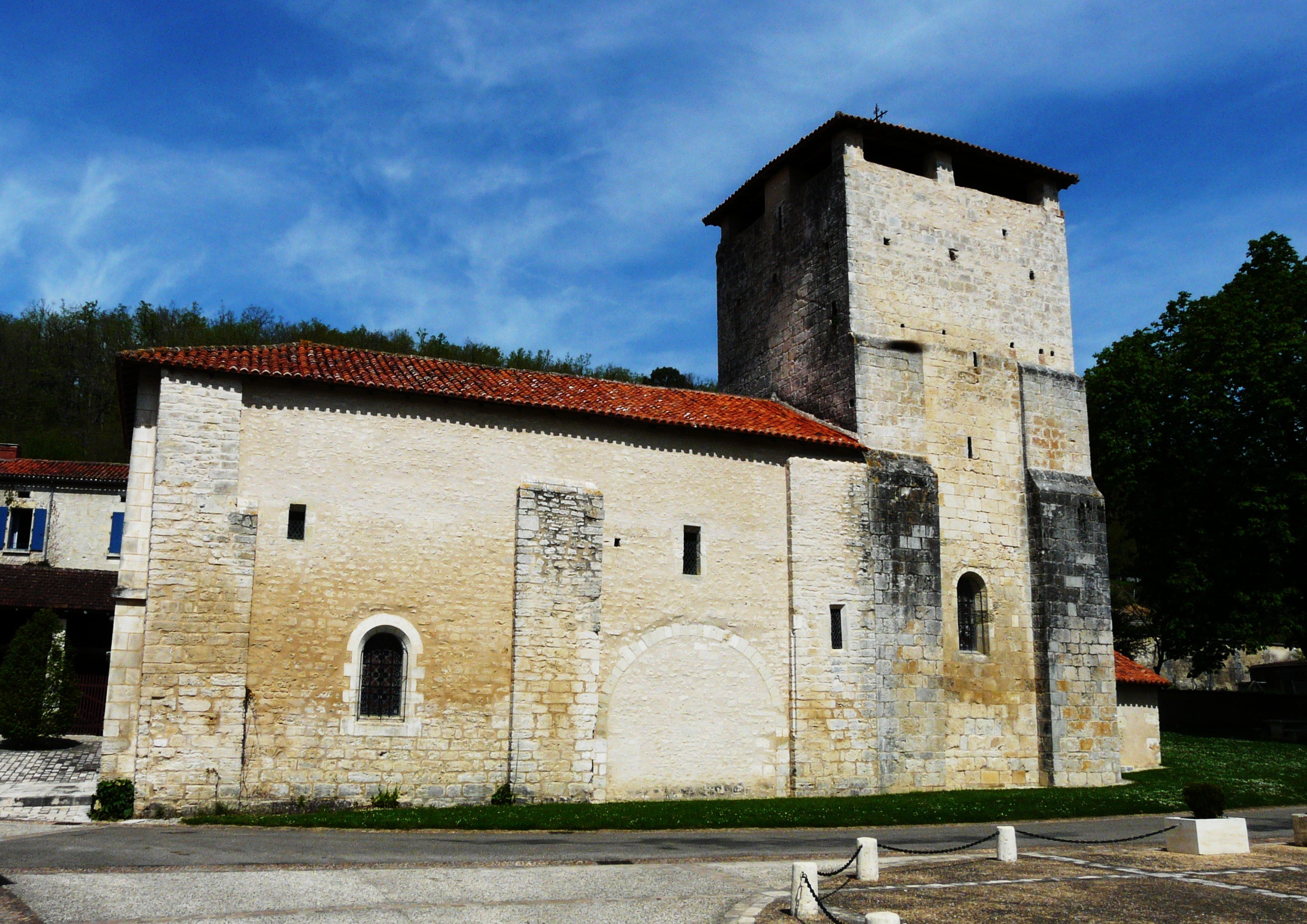
L'église Saint-Pierre-et-Saint-Paul de Bussac.
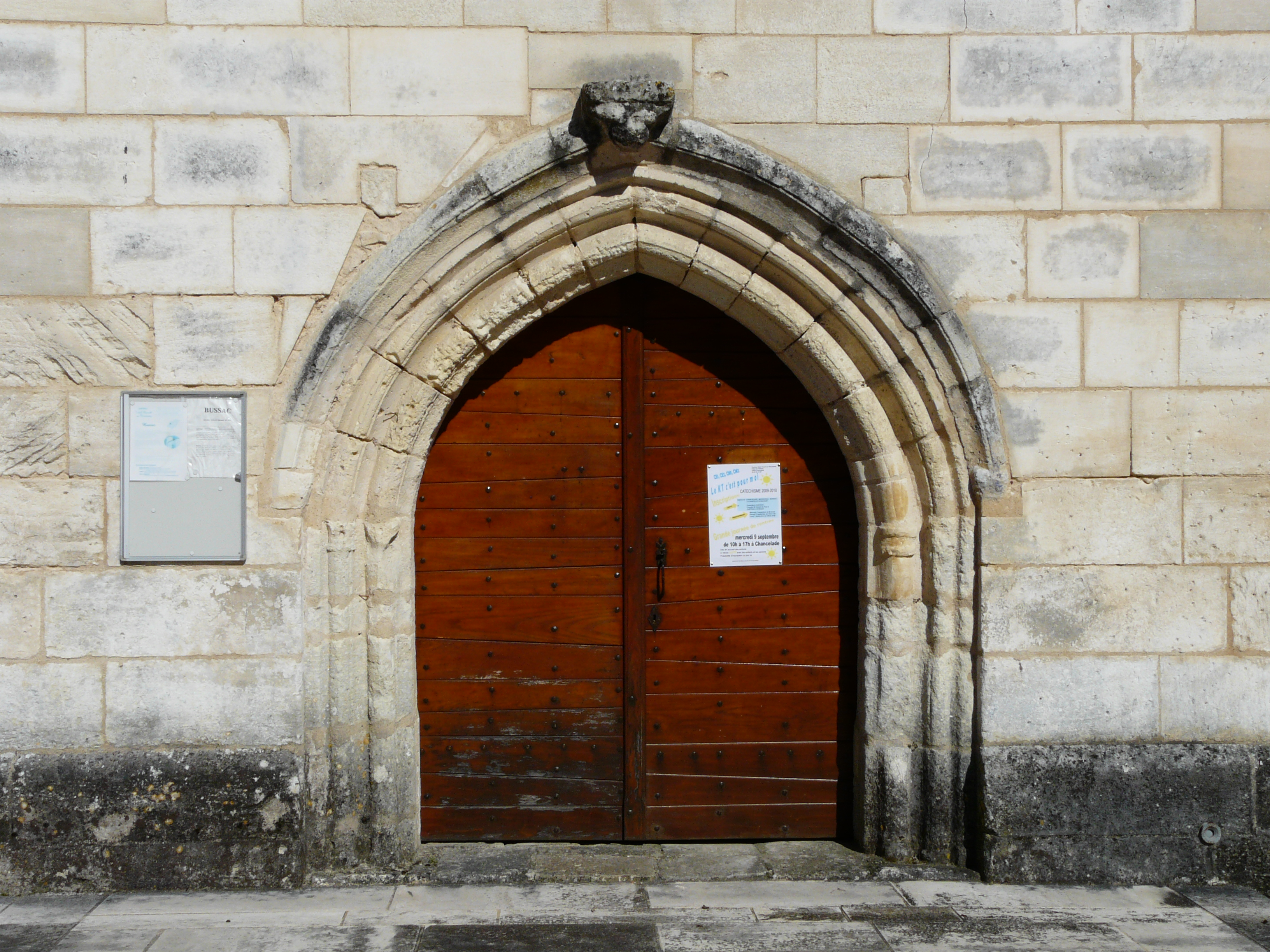
Le portail de l'église.
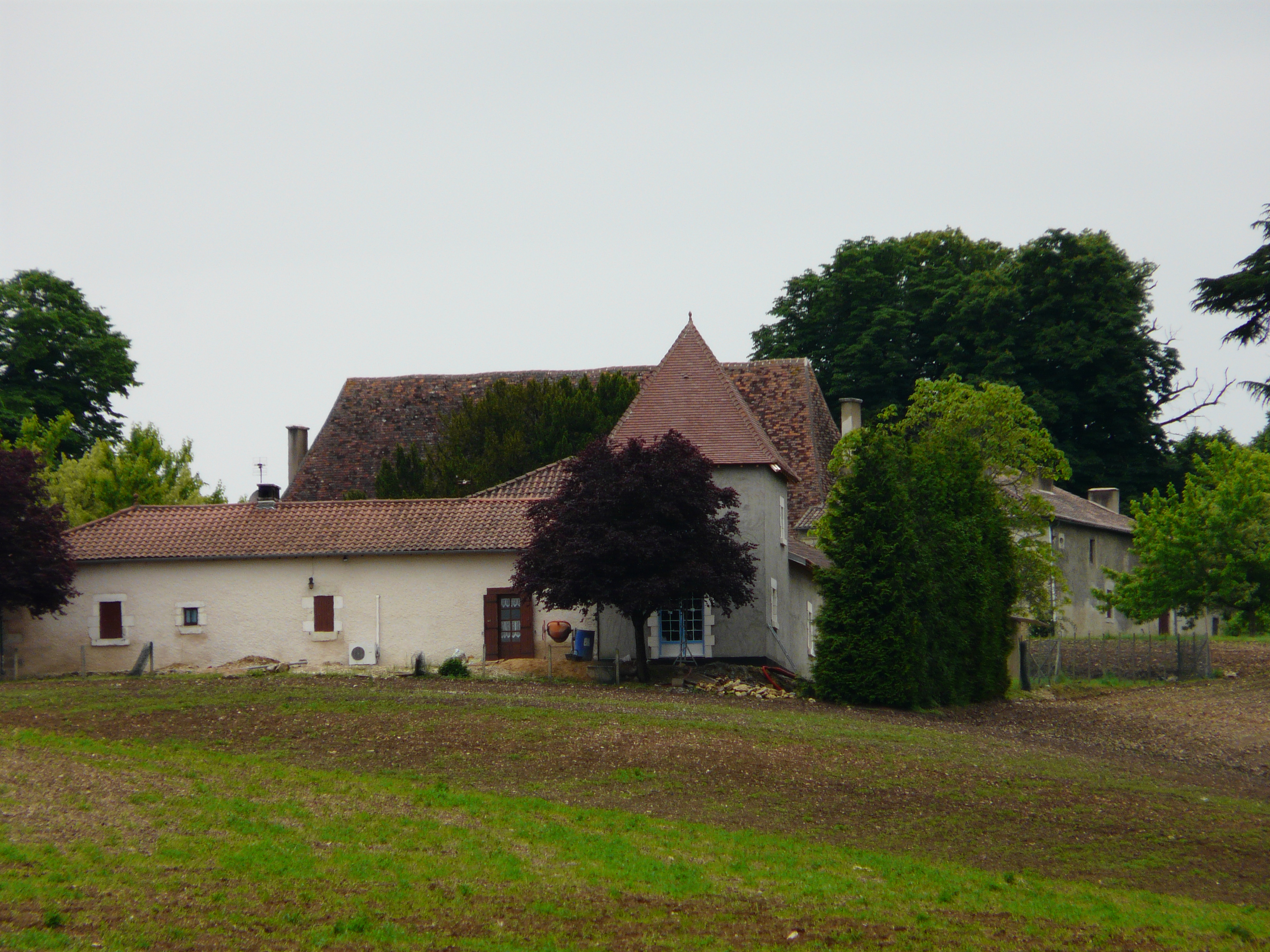
Le repaire de Valpaput.
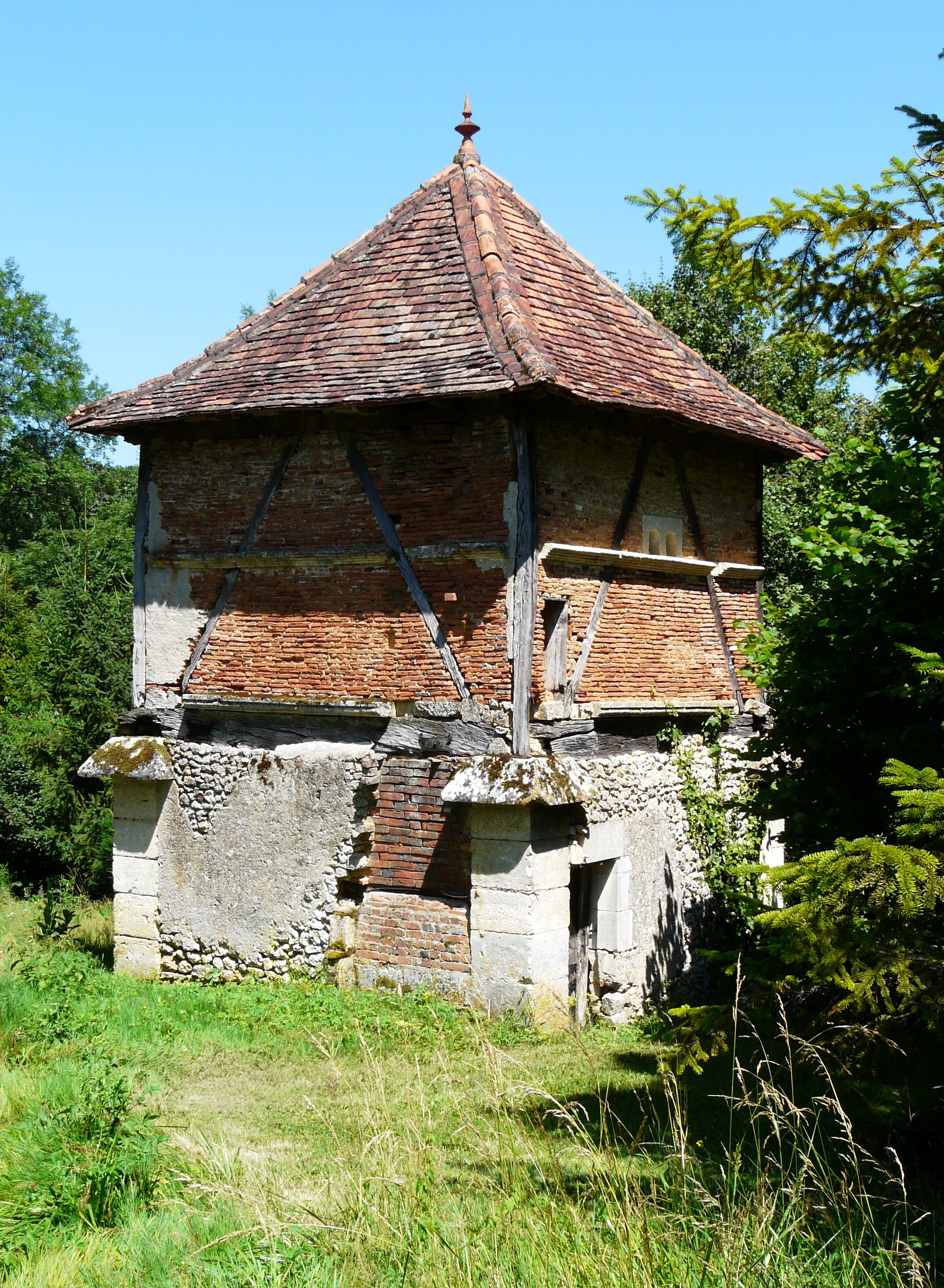
Le pigeonnier de la Rousselie Basse.
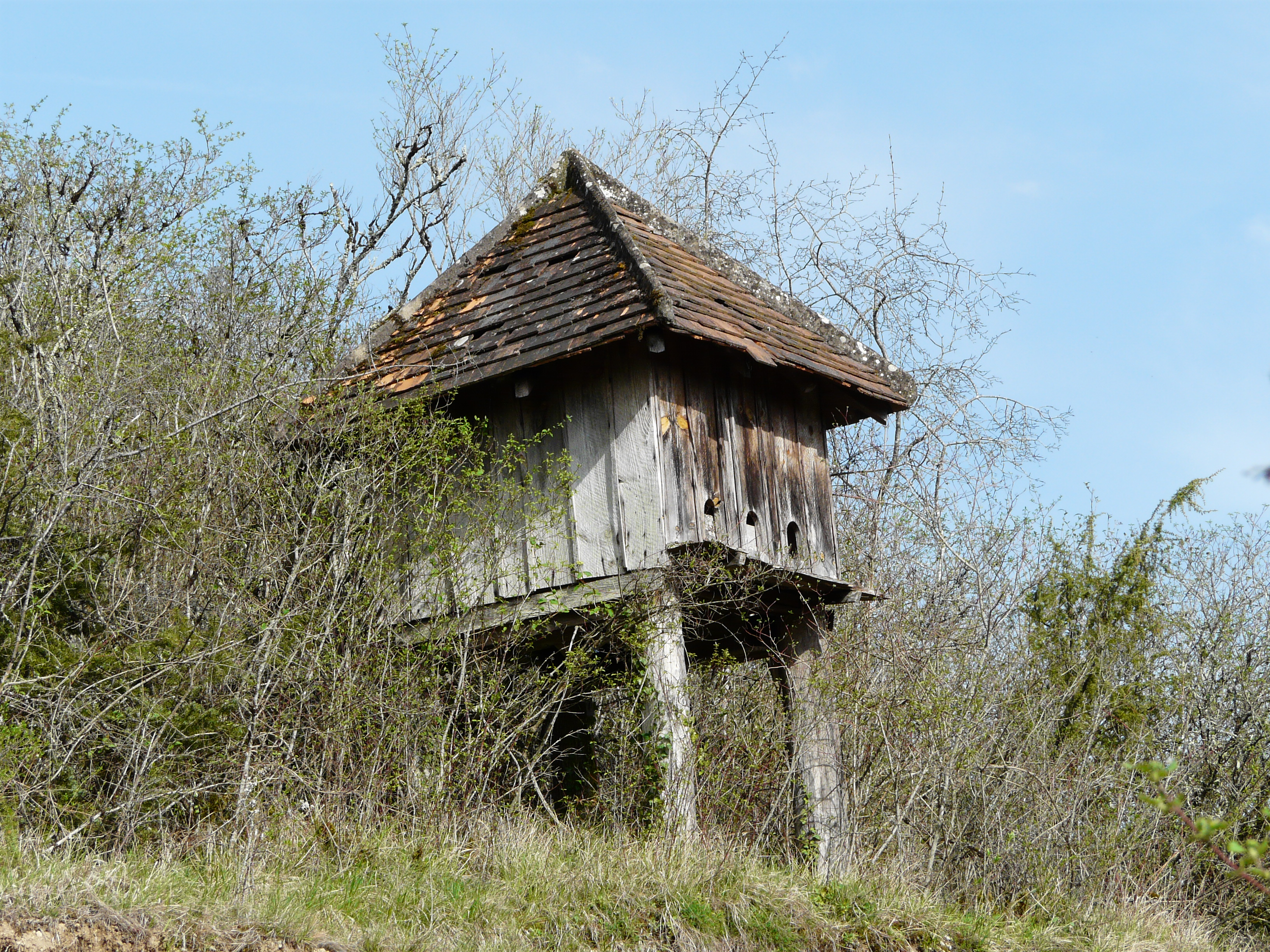
Petit pigeonnier en bois en bordure de la RD 2.
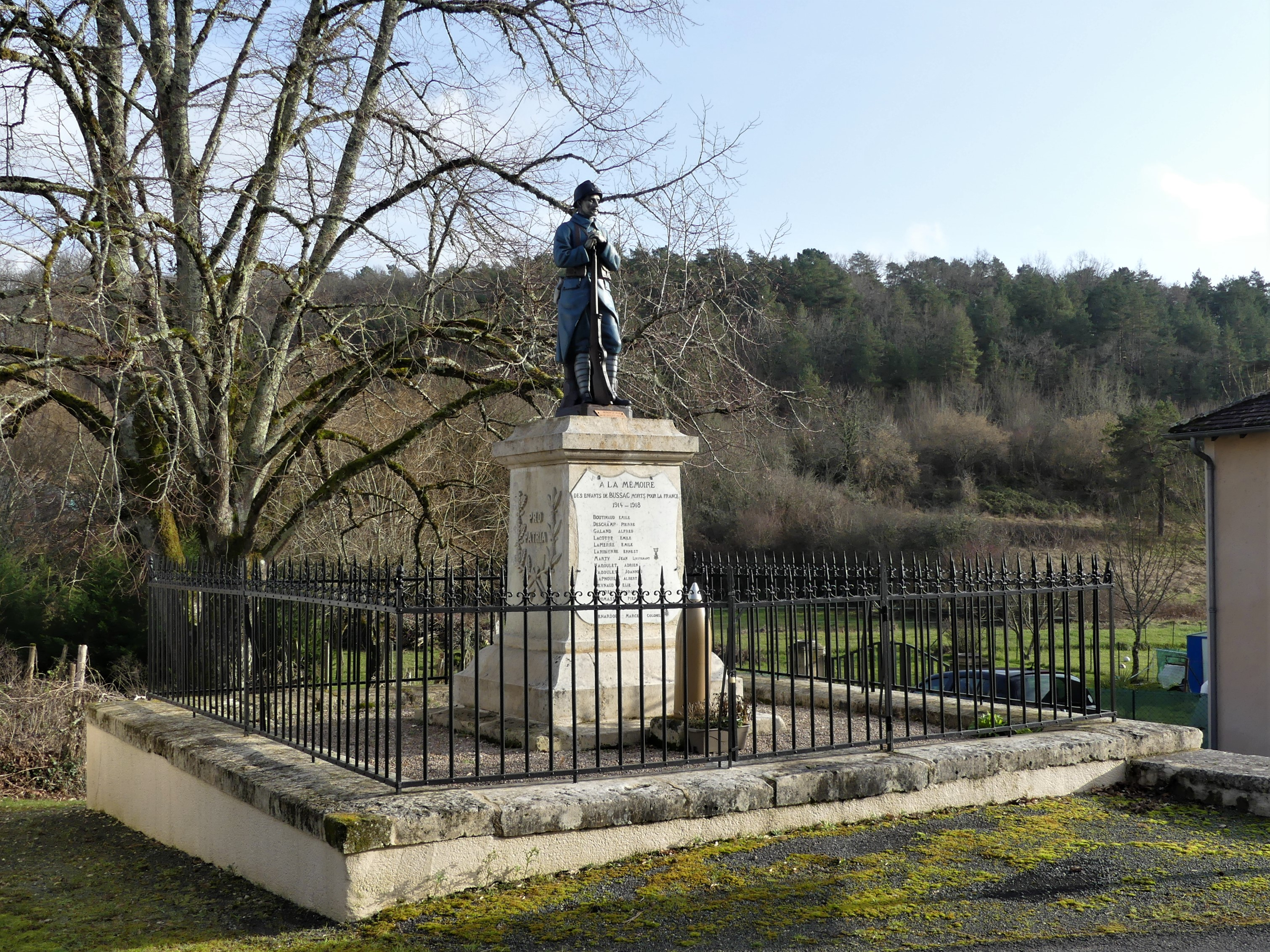
Le monument aux morts.

## Pour approfondir